# Dictyophara concolor
Dictyophara concolor är en insektsart som beskrevs av Walker 1851. Dictyophara concolor ingår i släktet Dictyophara och familjen Dictyopharidae. Inga underarter finns listade i Catalogue of Life.